# Bittium eschrichtii
Bittium eschrichtii är en snäckart som först beskrevs av Middendorf 1849.  Bittium eschrichtii ingår i släktet Bittium och familjen Cerithiidae.

## Underarter
Arten delas in i följande underarter:
- B. e. eschrichtii
- B. e. montereyense